# Olympische Winterspiele 1964/Teilnehmer (Norwegen)
| Gelbes Symbol für Goldmedaillen mit stilisierten Olympischen Ringen | Graues Symbol für Silbermedaillen mit stilisierten Olympischen Ringen | Braundes Symbol für Bronzemedaillen mit stilisierten Olympischen Ringen |
| ------------------------------------------------------------------- | --------------------------------------------------------------------- | ----------------------------------------------------------------------- |
| 3                                                                   | 6                                                                     | 6                                                                       |

Norwegen nahm an den IX. Olympischen Winterspielen 1964 im österreichischen Innsbruck mit einer Delegation von 58 Athleten in neun Disziplinen teil, davon 51 Männer und 7 Frauen. Mit drei Gold-, sechs Silber- und sechs Bronzemedaillen war Norwegen die dritterfolgreichste Nation bei den Spielen. Sieben der 15 Medaillen wurden im Eisschnelllauf gewonnen.
Fahnenträger bei der Eröffnungsfeier war der Eisschnellläufer Knut Johannesen.

## Teilnehmer nach Sportarten

### Biathlon
- Jon Istad
20 km Einzel: 11. Platz (1:29:24,8 h)

- Olav Jordet
20 km Einzel: Bronze  (1:24:38,8 h)

- Ragnar Tveiten
20 km Einzel: 4. Platz (1:25:52,5 h)

- Ola Wærhaug
20 km Einzel: 22. Platz (1:34:38,0 h)

### Eishockey
Männer
| - Egil Bjerklund - Olav Dalsøren - Bjørn Elvenes - Erik Fjeldstad - Tor Gundersen - Jan Erik Hansen - Svein Norman Hansen - Einar Bruno Larsen - Thor-Erik Lundby | - Thor Martinsen - Øystein Mellerud - Kåre Østensen - Frank Olafsen - Per Skjerwen Olsen - Christian Petersen - Georg Smefjell - Jan Roar Thoresen |

- 10. Platz

### Eiskunstlauf
Frauen
- Anne Karin Dehle
28. Platz (1571,9)

- Berit Unn Johansen
30. Platz (1524,9)

### Eisschnelllauf
Männer
- Hroar Elvenes
500 m: 10. Platz (41,4 s)

- Alv Gjestvang
500 m: Silber  (40,6 s)

- Villy Haugen
500 m: 8. Platz (41,1 s)
1500 m: Bronze  (2:11,2 min)

- Magne Thomassen
500 m: 21. Platz (42,0 s)
1500 m: 9. Platz (2:12,5 min)

- Nils Aaness
1500 m: 16. Platz (2:14,6 min)

- Ivar Eriksen
1500 m: 6. Platz (2:12,2 min)

- Knut Johannesen
5000 m: Gold  (7:38,4 min, Olympischer Rekord)
10.000 m: Bronze  (16:06,3 min)

- Fred Anton Maier
5000 m: Bronze  (7:42,0 min)
10.000 m: Silber  (16:06,0 min)

- Per Ivar Moe
5000 m: Silber  (7:38,6 min)
10.000 m: 13. Platz (16:47,1 min)

### Nordische Kombination
- Arne Barhaugen
Einzel (Normalschanze / 15 km): 6. Platz (425,63)

- Tormod Knutsen
Einzel (Normalschanze / 15 km): Gold  (469,28)

- Arne Larsen
Einzel (Normalschanze / 15 km): 5. Platz (430,63)

- Bjørn Wirkola
Einzel (Normalschanze / 15 km): 11. Platz (413,54)

### Rennrodeln
Männer, Einsitzer
- Mogens Christensen
14. Platz (3:37,67 min)

- Jan-Axel Strøm
19. Platz (3:41,98 min)

- Rolf Greger Strøm
4. Platz (3:31,21 min)

Männer, Doppelsitzer
- Christian Hallén-Paulsen, Jan-Axel Strøm
10. Platz (1:47,82 min)

- Mogens Christensen, Rolf Greger Strøm
im ersten Lauf Rennen nicht beendet

### Ski Alpin
Männer
- Arild Holm
Abfahrt: 38. Platz (2:31,32 min)
Riesenslalom: 21. Platz (1:55,72 min)
Slalom: 35. Platz (2:29,91 min)

- Jon Terje Øverland
Abfahrt: 32. Platz (2:29,74 min)
Riesenslalom: 20. Platz (1:55,51 min)
Slalom: 29. Platz (2:24,84 min)

- Per Martin Sunde
Riesenslalom: 23. Platz (1:56,77 min)
Slalom: 16. Platz (2:18,36 min)

Frauen
- Dikke Eger-Bergmann
Abfahrt: 36. Platz (2:05,10 min)
Riesenslalom: 33. Platz (2:08,62 min)
Slalom: Rennen nicht beendet

- Liv Jagge-Christiansen
Abfahrt: 29. Platz (2:04,07 min)
Riesenslalom: 29. Platz (2:02,98 min)
Slalom: 7. Platz (1:36,38 min)

- Astrid Sandvik
Riesenslalom: 21. Platz (2:00,74 min)
Slalom: disqualifiziert

### Skilanglauf
Männer
- Ole Ellefsæter
15 km: 25. Platz (55:10,8 min)
30 km: disqualifiziert
50 km: 8. Platz (2:47:45,8 h)

- Harald Grønningen
15 km: Silber  (51:34,8 min)
30 km: Silber  (1:32:02,3 h)
50 km: 6. Platz (2:47:03,6 h)
4 × 10 km Staffel: 4. Platz (2:19:11,9 h)

- Magnar Lundemo
15 km: 8. Platz (51:55,2 min)
4 × 10 km Staffel: 4. Platz (2:19:11,9 h)

- Einar Østby
15 km: 15. Platz (52:52,2 min)
30 km: 8. Platz (1:32:54,6 h)
50 km: 7. Platz (2:47:20,6 h)
4 × 10 km Staffel: 4. Platz (2:19:11,9 h)

- Erling Steineide
4 × 10 km Staffel: 4. Platz (2:19:11,9 h)

- Sverre Stensheim
30 km: 11. Platz (1:33:12,3 h)
50 km: 5. Platz (2:45:47,2 h)

Frauen
- Babben Enger-Damon
5 km: 18. Platz (19:26,5 min)
10 km: 31. Platz (48:43,8 min)

- Ingrid Wigernæs
5 km:  15. Platz (19:17,0 min)
10 km: 12. Platz (43:38,0 min)

### Skispringen
- Torgeir Brandtzæg
Normalschanze: Bronze  (222,9)
Großschanze: Bronze  (227,2)

- Toralf Engan
Normalschanze: Silber  (226,3)
Großschanze: Gold  (230,7)

- Hans Olav Sørensen
Normalschanze: 8. Platz (208,6)

- Bjørn Wirkola
Großschanze: 16. Platz (204,1)

- Torbjørn Yggeseth
Normalschanze: 14. Platz (203,4)
Großschanze: 28. Platz (195,5)